# IA-64
IA-64 (còn được gọi là kiến trúc Intel Itanium) là kiến trúc tập lệnh (ISA) của của họ vi xử lý Intel 64 bit Itanium. Đặc tả kỹ thuật cơ bản của ISA bắt nguồn từ Hewlett-Packard (HP), và được phát triển và sau đó được Intel triển khai trong một kiến trúc vi xử lý mới với sự hợp tác và chuyên môn liên tục của HP về các khái niệm thiết kế EPIC cơ bản. Để thiết lập hệ thống ISA mới đầu tiên của họ sau 20 năm và đưa dòng sản phẩm hoàn toàn mới ra thị trường, Intel đã đầu tư lớn vào định nghĩa sản phẩm, thiết kế, công cụ phát triển phần mềm, hệ điều hành, quan hệ đối tác trong ngành phần mềm và tiếp thị. Để hỗ trợ nỗ lực này, Intel đã tạo ra nhóm thiết kế lớn nhất trong lịch sử của họ và một nhóm tiếp thị và công nghiệp mới cho phép tách biệt hoàn toàn với x86. Bộ xử lý Itanium đầu tiên, có tên mã Merced, được phát hành vào năm 2001.
Kiến trúc Itanium dựa trên mức lệnh cơ sở song song rõ ràng, trong đó trình biên dịch quyết định các lệnh nào được thực thi song song. Điều này trái ngược với các kiến trúc siêu khối khác, phụ thuộc vào bộ xử lý để quản lý các phụ thuộc lệnh khi chạy.Trong tất cả các mô hình Itanium, tối đa và bao gồm Tukwila, các lõi thực hiện tối đa sáu lệnh trên mỗi chu kỳ đồng hồ.
Tính đến  năm 2008, Itanium là kiến trúc vi xử lý được triển khai nhiều thứ tư cho các hệ thống cấp doanh nghiệp, sau x86-64, Power Architecture, và SPARC.

## Lịch sử

### Phát triển 1989-2000

Kiến trúc Intel Itanium

Năm 1989, HP bắt đầu trở nên lo ngại rằng các kiến trúc điện toán tập lệnh rút gọn (RISC) đã đạt đến giới hạn xử lý tại một lệnh trong mỗi chu kỳ. Các nhà nghiên cứu của cả Intel và HP đã khám phá các tùy chọn kiến trúc máy tính cho các thiết kế trong tương lai và riêng biệt bắt đầu nghiên cứu một khái niệm mới được gọi là từ hướng dẫn rất dài (very long instruction word - VLIW) được đưa ra từ nghiên cứu của Đại học Yale vào đầu những năm 1980. VLIW là một khái niệm kiến trúc máy tính (giống với RISC và CISC)  trong đó một từ lệnh duy nhất chứa nhiều lệnh được mã hóa trong một từ lệnh rất dài để tạo điều kiện cho bộ xử lý thực hiện nhiều lệnh trong mỗi chu kỳ đồng hồ. Việc triển khai VLIW điển hình phụ thuộc nhiều vào các trình biên dịch tinh vi để xác định tại thời điểm biên dịch các lệnh nào có thể được thực thi cùng lúc và lập lịch trình thích hợp cho các hướng dẫn này để thực hiện và cũng để giúp dự đoán hướng hoạt động của chi nhánh. Giá trị của phương pháp này là thực hiện nhiều công việc hữu ích hơn trong ít chu kỳ xung nhịp hơn và đơn giản hóa các yêu cầu phần cứng lập lịch hướng dẫn và dự đoán chi nhánh, về mặt lý thuyết giảm độ phức tạp và chi phí của bộ xử lý, cũng như tiêu thụ năng lượng.
Trong thời gian này, HP đã bắt đầu tin rằng nó không còn hiệu quả về mặt chi phí đối với các công ty hệ thống doanh nghiệp cá nhân như chính họ để phát triển bộ vi xử lý độc quyền. Intel cũng đã nghiên cứu một số tùy chọn kiến trúc để vượt ra ngoài x86 ISA để giải quyết các yêu cầu máy chủ doanh nghiệp cao cấp và tính toán hiệu năng cao (HPC). Do đó, Intel và HP đã hợp tác vào năm 1994 để phát triển ISA IA-64, sử dụng một biến thể của các khái niệm thiết kế VLIW mà Intel đặt tên rõ ràng là tính toán lệnh song song (EPIC). Mục tiêu của Intel là thúc đẩy chuyên môn mà HP đã phát triển trong công việc VLIW đầu tiên của họ cùng với việc phát triển dòng sản phẩm khối lượng nhắm vào các máy chủ cấp doanh nghiệp cao cấp và hệ thống máy tính hiệu năng cao (HPC) có thể bán cho tất cả các nhà sản xuất thiết bị gốc (OEM) trong khi HP mong muốn có thể mua bộ xử lý ngoài luồng được xây dựng bằng công nghệ sản xuất số lượng lớn và quy trình cạnh hàng đầu của Intel có hiệu suất cao hơn và hiệu quả hơn về chi phí so với bộ xử lý PA-RISC hiện tại của họ. Bởi vì các sản phẩm tạo ra sẽ là của Intel HP sẽ là một trong nhiều khách hàng) và để đạt được khối lượng cần thiết cho một dòng sản phẩm thành công, các sản phẩm Itanium sẽ được yêu cầu đáp ứng nhu cầu của cơ sở khách hàng rộng hơn và các phần mềm ứng dụng, hệ điều hành và các công cụ phát triển có sẵn cho những khách hàng này.  Điều này đòi hỏi các sản phẩm của Itanium phải được thiết kế, ghi lại và sản xuất và có chất lượng cũng như hỗ trợ phù hợp với các sản phẩm còn lại của Intel. Do đó, Intel dẫn đầu về thiết kế kiến trúc vi mô, sản xuất (đóng gói, kiểm tra và tất cả các bước khác), cho phép phần mềm và hệ điều hành công nghiệp (Linux và Windows NT) và tiếp thị. Là một phần của quy trình tiếp thị và định nghĩa của Intel, họ đã tham gia nhiều nhà cung cấp OEM, phần mềm và hệ điều hành doanh nghiệp, cũng như khách hàng cuối để hiểu các yêu cầu của họ và đảm bảo họ được phản ánh trong họ sản phẩm để đáp ứng nhu cầu của nhiều khách hàng và người dùng cuối. HP đã đóng góp đáng kể cho định nghĩa của ISA kiến trúc vi mô Merced/Itanium và Itanium 2, nhưng trách nhiệm sản xuất là của Intel. Mục tiêu ban đầu để cung cấp sản phẩm gia đình Itanium đầu tiên (tên mã Merced) là năm 1998.
Các nhà phân tích ngành công nghiệp dự đoán rằng IA-64 sẽ chiếm ưu thế trong các máy chủ, máy trạm và máy tính để bàn cao cấp, và cuối cùng thay thế các kiến trúc RISC và cấu trúc điện toán tập lệnh phức tạp (CISC) cho tất cả các ứng dụng cho mục đích chung. Compaq và Silicon Graphics  đã quyết định từ bỏ phát triển hơn nữa các kiến trúc Alpha và MIPStương ứng để chuyển sang IA-64.
Đến năm 1997, rõ ràng kiến trúc IA-64 và trình biên dịch khó thực hiện hơn nhiều so với suy nghĩ ban đầu và việc giao Itanium bắt đầu trượt dốc. Vì Itanium là bộ xử lý EPIC đầu tiên, nên nỗ lực phát triển gặp phải nhiều vấn đề không lường trước được hơn so với nhóm đã quen. Ngoài ra, khái niệm EPIC phụ thuộc vào các khả năng của trình biên dịch chưa từng được thực hiện trước đây, vì vậy cần nhiều nghiên cứu hơn.
Một số nhóm phát triển hệ điều hành cho kiến trúc, bao gồm Microsoft Windows, Unix và các hệ thống tương tự Unix như Linux, HP-UX, FreeBSD, Solaris, Tru64 UNIX, và Monterey/64 (ba tên cuối đã bị hủy bỏ trước khi tiếp cận thị trường). Năm 1999,đã lãnh đạo việc thành lập một consortium công nghiệp nguồn mở để port Linux sang IA-64 mà họ đặt tên là "Trillium" (và sau đó đổi tên thành "Trillian" do vấn đề thương hiệu) do Intel dẫn đầu và bao gồm Caldera Systems, CERN, Cygnus Solutions, Hewlett-Packard, IBM, Red Hat, SGI, SuSE, TurboLinux và VA Linux Systems. Do đó, một IA-64 Linux đang hoạt động đã được giới thiệu trước thời hạn và là hệ điều hành đầu tiên chạy trên bộ xử lý Itanium mới.
Intel đã công bố tên chính thức của bộ xử lý, Itanium, vào ngày 4 tháng 10 năm 1999. Trong vài giờ, cái tên Itanic đã được đặt trên một nhóm tin Usenet như một cách chơi chữ với tên Titanic, tàu biển "không thể chìm" bị chìm trong chuyến đi đầu tiên của nó năm 1912.

### Itanium (Merced): 2001
Vào thời điểm Itanium được phát hành vào tháng 6 năm 2001, hiệu suất của nó không vượt trội so với các bộ xử lý RISC và CISC cạnh tranh.
Nhận thấy rằng việc thiếu phần mềm có thể là một vấn đề nghiêm trọng trong tương lai, Intel đã cung cấp hàng ngàn hệ thống ban đầu này cho các nhà cung cấp phần mềm độc lập (ISV) để kích thích phát triển. HP và Intel đã mang bộ vi xử lý Itanium 2 thế hệ tiếp theo ra thị trường một năm sau đó.

### Itanium 2: 2002–2010

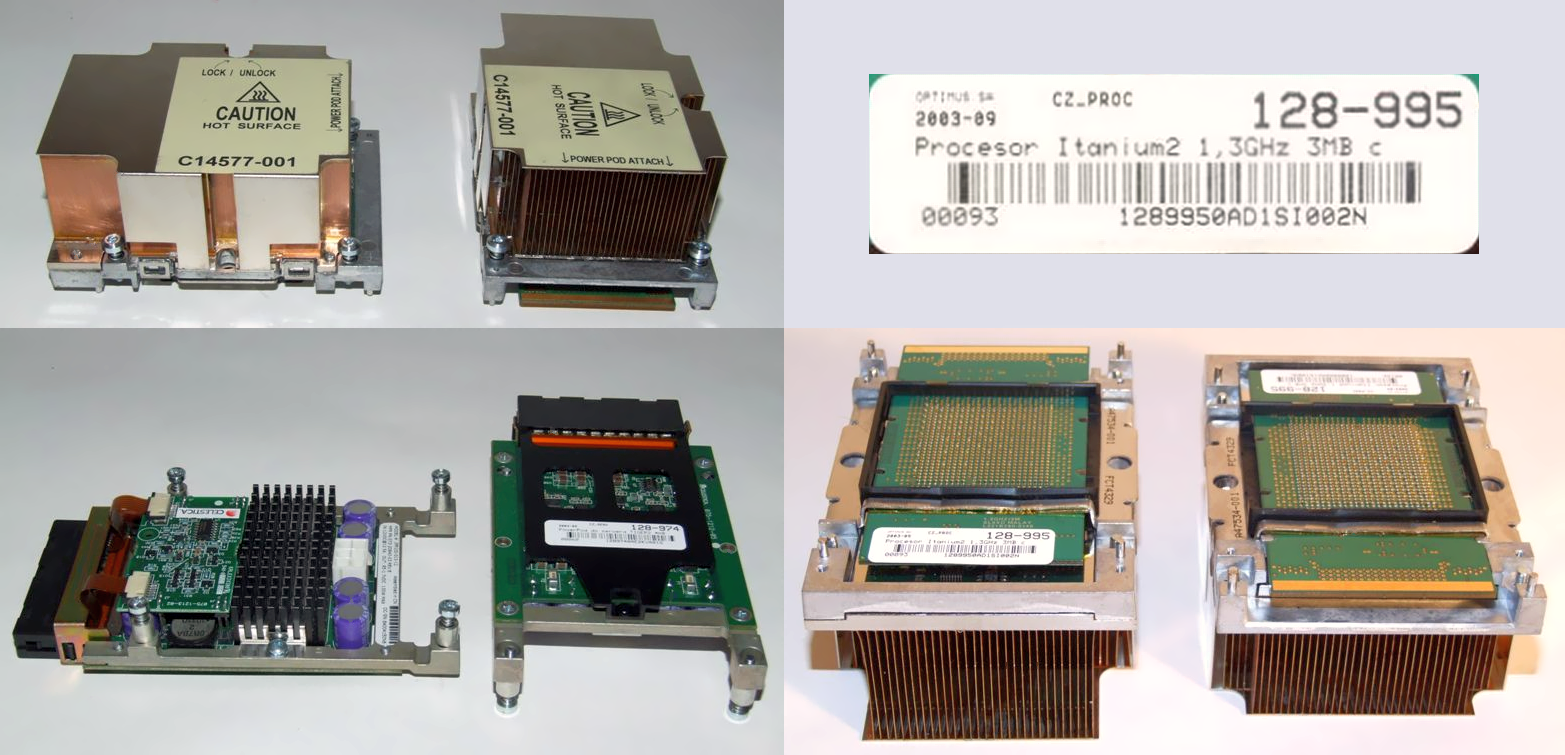
Itanium 2 năm 2003

Bộ xử lý Itanium 2 được phát hành vào năm 2002. Nó đã giải quyết được nhiều vấn đề về hiệu năng của bộ xử lý Itanium ban đầu, phần lớn là do hệ thống con bộ nhớ không hiệu quả.
Năm 2003, AMD đã phát hành Opteron, công ty đã triển khai kiến trúc 64 bit của riêng mình (x86-64). Opteron đã đạt được sự chấp nhận nhanh chóng trong không gian máy chủ doanh nghiệp vì nó cung cấp một bản nâng cấp dễ dàng từ x86. Intel đã trả lời bằng cách triển khai x86-64 trong bộ vi xử lý Xeon của mình vào năm 2004.
Vào tháng 11 năm 2005, các nhà sản xuất máy chủ Itanium lớn đã hợp tác với Intel và một số nhà cung cấp phần mềm để thành lậpItanium Solutions Alliance để thúc đẩy kiến trúc và tăng tốc chuyển phần mềm.
Vào năm 2006, Intel đã cung cấp Montecito (được bán trên thị trường là dòng Itanium 2 9000), bộ xử lý lõi kép có hiệu năng gần gấp đôi và giảm mức tiêu thụ năng lượng khoảng 20%.

### Itanium 9300 (Tukwila): 2010
Bộ xử lý Itanium 9300, có tên mã Tukwila, được phát hành vào ngày 8 tháng 2 năm 2010 với hiệu năng và dung lượng bộ nhớ lớn hơn. Tukwila ban đầu được dự kiến phát hành vào năm 2007.
Thiết bị sử dụng quy trình 65 nm, bao gồm hai đến bốn lõi, bộ nhớ đệm tối đa đến 24 MB, công nghệ Hyper-Threading và bộ điều khiển bộ nhớ tích hợp. Nó thực hiện chỉnh sửa dữ liệu thiết bị kép (DDDC), giúp khắc phục lỗi bộ nhớ. Tukwila cũng triển khai Intel QuickPath Interconnect (QPI) để thay thế kiến trúc dựa trên bus Itanium. Nó có băng thông bộ xử lý tối đa 96GB/s và băng thông bộ nhớ tối đa 34GB/s. Với QuickPath, bộ xử lý đã tích hợp bộ điều khiển bộ nhớ và giao tiếp bộ nhớ trực tiếp, sử dụng giao diện QPI để kết nối trực tiếp với các bộ xử lý và trung tâm I/O khác. QuickPath cũng được sử dụng trên các bộ xử lý Intel sử dụng vi kiến trúc Nehalem, khiến Tukwila và Nehalem có thể sử dụng cùng một chipset. Tukwila kết hợp bốn bộ điều khiển bộ nhớ, mỗi bộ điều khiển hỗ trợ nhiều DIMM DDR3 thông qua bộ điều khiển bộ nhớ riêng, giống như bộ xử lý Xeon dựa trên Nehalem có tên mã Beckton.

### Itanium 9500 (Poulson): 2012
Bộ xử lý Itanium 9500, có tên mã Poulson, là bộ xử lý tiếp theo của Tukwila có tám lõi, có kiến trúc issue rộng 12,cải tiến đa luồng và hướng dẫn mới để tận dụng song song, đặc biệt là ảo hóa.  Kích thước bộ đệm Poulson L3 là 32 MB. Kích thước bộ đệm L2 là 6 MB, 512 I KB, 256 D KB mỗi lõi.  Kích thước khuôn là 544 mm², ít hơn so với người tiền nhiệm Tukwila (698,75 mm²).
Tại ISSCC 2011, Intel đã trình bày một bài báo có tên 2011, Intel đã trình bày một bài báo có tên, "A 32nm 3.1 Billion Transistor 12-Wide-Issue Itanium Processor for Mission Critical Servers." Với lịch sử tiết lộ chi tiết về bộ vi xử lý Itanium của Intel tại ISSCC, bài viết này rất có thể đề cập đến Poulson. Nhà phân tích David Kanter suy đoán rằng Poulson sẽ sử dụng một kiến trúc vi mô mới, với một hình thức đa luồng tiên tiến hơn, sử dụng nhiều như hai luồng, để cải thiện hiệu suất cho khối lượng công việc đơn luồng và đa luồng. Một số thông tin mới được phát hành tại hội nghị Hotchips. Thông tin mới trình bày các cải tiến về đa luồng, cải thiện khả năng phục hồi (RAS Replay RAS) và một vài hướng dẫn mới (ưu tiên luồng, hướng dẫn số nguyên, tìm nạp trước bộ đệm, gợi ý truy cập dữ liệu).

### Itanium 9700 (Kittson): 2017
Kittson có vẻ giống với 9500 Poulson, nhưng xung nhịp cao hơn một chút